# إدغار بوتشوالدير
إدغار بوتشوالدير كان دراج سويسري. سبق أن شارك في دورة الألعاب الأولمبية الصيفية وفاز بميدالية أولمبية.

## سجل النتائج

### سباقات أو مراحل فاز بها
- طواف سويسرا

## الميداليات
| الميدالية | المسابقة                       |
| --------- | ------------------------------ |
| فضية      | الألعاب الأولمبية الصيفية 1936 |

## روابط خارجية
- إدغار بوتشوالدير على موقع أرشيف الدراجات (الإنجليزية)
- إدغار بوتشوالدير على موقع إحصائيات الدراجات الإحترافية (الإنجليزية)
- إدغار بوتشوالدير على موقع أوليمبيديا (الإنجليزية)